# Revingeby
Revingeby est une localité de la commune de Lund en Suède. Il existait entre 1905 et 1939 une ligne de chemin de fer Lund C-Södra Sandby-Revingeby-Harlösa.
L'église de Revingeby fut construite autour de l'année 1200, dans un style caractéristique des églises danoises de l'époque.

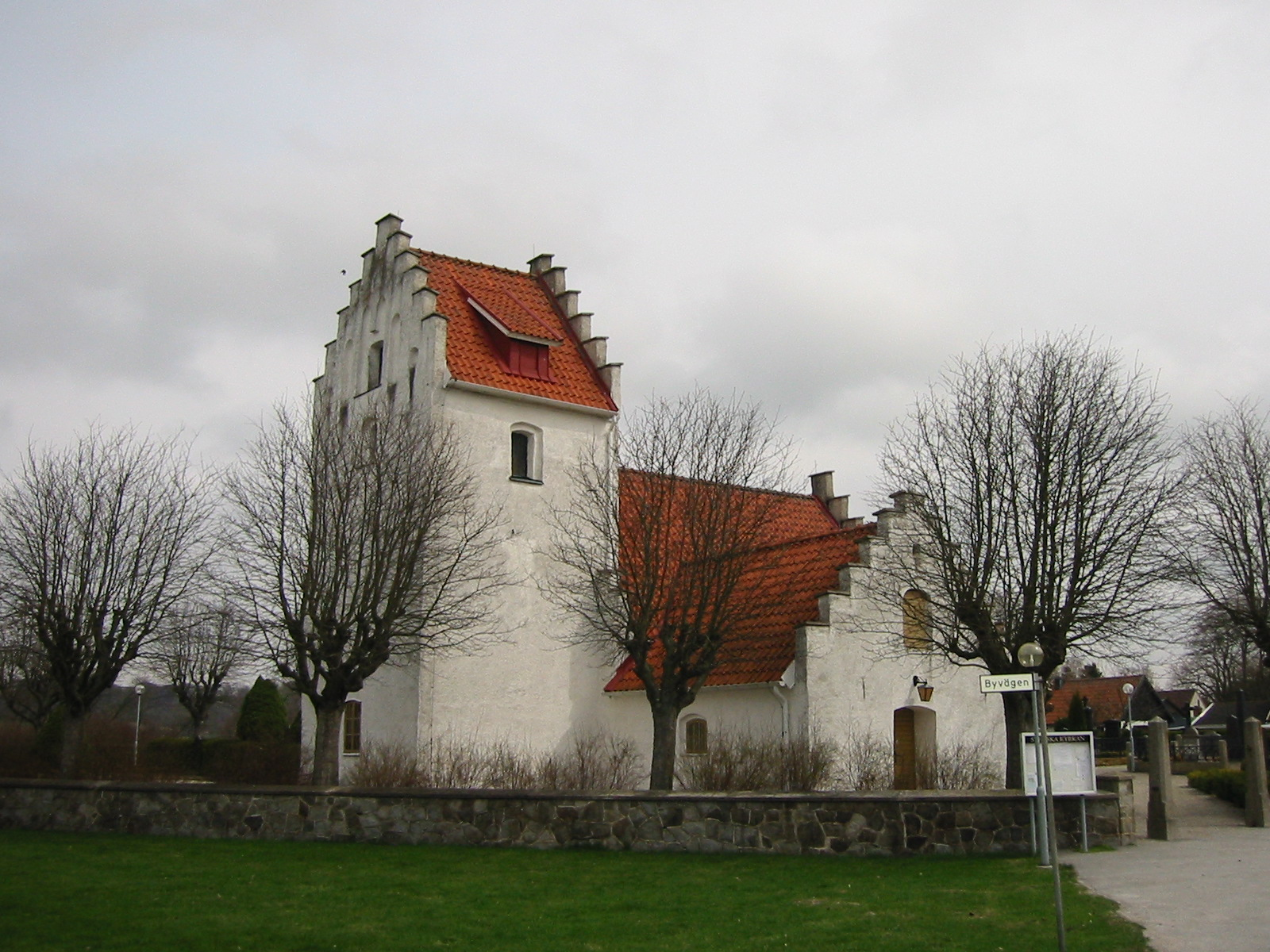
L'église de Revingeby